# Alloeorhynchus flavipes
Alloeorhynchus flavipes är en insektsart som först beskrevs av Franz Xaver Fieber 1836.  Alloeorhynchus flavipes ingår i släktet Alloeorhynchus och familjen fältrovskinnbaggar. Inga underarter finns listade i Catalogue of Life.